# یال‌قشلاقی
یال‌قشلاقی یا یارقشلاقی یکی از روستاهای استان آذربایجان شرقی است که در دهستان گرمه شمالی بخش کندوان شهرستان میانه واقع شده‌است.